# Moysés Blás
Moysés Blás (Belo Horizonte, 24 marzo 1937) è un ex cestista brasiliano.

## Carriera
Con il Brasile ha disputato i Giochi olimpici di Roma 1960.